# Flask
Flask — мікрофреймворк для вебдодатків, створений з використанням Python. Його основу складає інструментарій Werkzeug та рушій шаблонів Jinja2. Поширюється відповідно до умов ліцензії BSD.
Станом на лютий 2022 року стабільна версія Flask має номер 2.02. Flask використовується для розробки таких проєктів як Pinterest, LinkedIn, а також сторінка спільноти Flask.
Flask називається мікрофреймворком, оскільки він не вимагає спеціальних засобів чи бібліотек. У ньому відсутній рівень абстракції для роботи з базою даних, перевірки форм або інші компоненти, які надають широковживані функції за допомогою сторонніх бібліотек. Однак, Flask має підтримку розширень, які надають додаткові властивості таким чином, наче вони були доступні у Flask із самого початку. Існують розширення для встановлення об'єктно-реляційних зв'язків, перевірки форм, контролю процесу завантаження, підтримки різноманітних відкритих технологій аутентифікації та декількох поширених засобів для фреймворку. Розширення оновлюються частіше аніж базовий код.

## Історія
Flask створено Арміном Ронакером у 2010 році в межах діяльності проєкту Pocoo.
| | «Все починалося як першоквітневий жарт, проте, здобувши велику популярність, проєкт став повноцінним серйозним додатком.» |
| — Ronacher, Armin. Opening the Flask (PDF). Архів оригіналу (PDF) за 30 березня 2012. Процитовано 30 вересня 2011. | |

Оригінал: It came out of an April Fool's joke but proved popular enough to make into a serious application in its own right.
Flask базується на засобі Werkzeug (реалізація WSGI) та рушії шаблонів Jinja2, які були створені як проєкти Pocoo у 2007 та 2008 роках відповідно, коли Ронакер і Ґеорґ Брандл розробляли систему дошки оголошень на Python.
Попри відсутність офіційного релізу на той час, Flask швидко здобув популярність серед спільноти Python. Станом на середину 2016 року він був найпопулярнішим Python-вебфреймворком на GitHub.
Flask не підтримує асинхронне програмування та бібліотеки, що його використовують. Для цього було створено форк під назвою Quart.

## Властивості
- Містить сервер для розробки та відлагоджувач
- Вбудована підтримка юніт-тестів
- Управління запитами RESTful
- Використовує шаблони Jinja2
- Має підтримку безпечних куків (сесії на стороні клієнта)
- 100 % відповідність WSGI 1.0
- Підтримка Unicode
- Докладна документація
- Сумісність з Google App Engine
- Наявність розширень для забезпечення бажаної поведінки

## Компоненти

### Werkzeug
Werkzeug (в перекладі з німецької «інструмент») — бібліотека на python, яка реалізує WSGI. Може створювати об'єкти request, response та має набір допоможних функцій.

### Jinja
Jinja це рушій шаблонів для python, також розроблений Арміном Ронакером. Схожий на Django-шаблонізатор. , for the Python programming language. Similar to the Django web framework, it handles templates in a sandbox.

### MarkupSafe
MarkupSafe це бібліотека для обробки рядків для мови програмування python. Реалізує тип даних MarkupSafe, який розширює рядок, помічає його вміст як «безпечний» що дозволяє спростити обробку рядків, які потребують екранування в HTML, щоб той текст не був інтепретований HTML-теги, тощо.

### ItsDangerous
ItsDangerous — серіалізатор рядків для мови програмування python. Використовується для того щоб зберігати сессії в cookie, не дозволяючи користувачам їх перехоплювати та змінювати.

## Приклад
Даний код демонструє простий вебдодаток, який показує фразу «Hello World!»:
```
from
 
flask
 
import
 
Flask

app
 
=
 
Flask
(
__name__
)

@app
.
route
(
"/"
)

def
 
hello
():

    
return
 
"Hello World!"

if
 
__name__
 
==
 
"__main__"
:

    
app
.
run
()

```

## Зноски
1. ↑  Архівована копія. Архів оригіналу за 22 серпня 2017. Процитовано 23 травня 2017.{{cite web}}:  Обслуговування CS1: Сторінки з текстом «archived copy» як значення параметру title (посилання)
2. ↑  PyPI Flask. Python Package Index. 27 червня 2016. Архів оригіналу за 22 серпня 2017. Процитовано 27 червня 2015.
3. ↑  What challenges has Pinterest encountered with Flask?
4. ↑  Rachel Sanders: Developing Flask Extensions - PyCon 2014. Архів оригіналу за 31 липня 2017. Процитовано 23 травня 2017.
5. ↑  Community web page for Flask. Архів оригіналу за 5 січня 2018. Процитовано 1 червня 2021.
6. ↑  Flask Foreword. Архів оригіналу за 10 листопад 2015. Процитовано 23 травень 2017. [Архівовано 2015-11-10 у Wayback Machine.]
7. ↑  Flask Extensions. Архів оригіналу за 17 травня 2018. Процитовано 23 травня 2017.
8. ↑  Pocoo team. Архів оригіналу за 10 листопада 2015. Процитовано 23 травня 2017. [Архівовано 15 березня 2018 у Wayback Machine.]
9. ↑  Ronacher, Armin. Opening the Flask (PDF; 2,8 MB). Процитовано 22 травня 2012.
10. ↑  Pocoo History. Архів оригіналу за 15 листопада 2015. Процитовано 23 травня 2017. [Архівовано 19 листопада 2017 у Wayback Machine.]
11. ↑  Python libraries by GitHub stars. Архів оригіналу за 29 липня 2017. Процитовано 23 травня 2017.
12. ↑  Quart documentation — Quart 0.18.3 documentation. quart.palletsprojects.com. Процитовано 16 лютого 2023.